# Lionel Potillon
Lionel Potillon és un exfutbolista professional francès, nascut a Cluny el 10 de febrer de 1974. Ocupava la posició de defensa.
Va destacar sobretot a les files de l'AS Saint-Étienne, equip en el qual va jugar durant set temporades. També va militar al Paris SG, Reial Societat i Sochaux.

## Trajectòria
| Temporada | País    | Equip            | Partits | Gols |
| --------- | ------- | ---------------- | ------- | ---- |
| 1994-2001 | França  | AS Saint-Étienne | 190     | 10   |
| 2001-2003 | França  | PSG              | 77      | 2    |
| 2003-2004 | Espanya | Reial Societat   | 24      | 0    |
| 2004-2007 | França  | FC Sochaux       | 46      | 1    |